# Holger Mühlenkamp
Holger Mühlenkamp (* 1958 in Verden (Aller)) ist ein deutscher Ökonom und Hochschullehrer.

## Leben
Mühlenkamp studierte von 1977 bis 1984, mit Unterbrechung für den Zivildienst, Wirtschaftswissenschaften an der Universität Hannover und erlangte den Abschluss als Diplom-Ökonom. 1990 wurde er mit der Arbeit Die Ausgaben in der Gesetzlichen Krankenversicherung an der Universität Lüneburg zum Dr. rer. pol. promoviert. Die Habilitation an der Universität Lüneburg erfolgte 1997 mit der Arbeit Eine ökonomische Analyse ausgewählter institutioneller Arrangements zur Erfüllung öffentlicher Aufgaben.
1998 nahm Mühlenkamp den Ruf an die Professur für Ökonomik sozialer Dienstleistungen an der Universität Hohenheim in Stuttgart an, folgte dann 2003 einem Ruf an den Lehrstuhl für Öffentliche Betriebswirtschaftslehre der Deutschen Universität für Verwaltungswissenschaften in Speyer. 2017 wurde Mühlenkamp zum Rektor der Universität berufen.

## Forschungsschwerpunkte
Mühlenkamp beschäftigt sich mit dem öffentlichen Rechnungswesen, der Wirtschaftlichkeit öffentlicher Projekte und Einrichtungen, öffentlichen Unternehmen, öffentlich-privaten Partnerschaften und ergebnisorientierten Entgeltsystemen. Früher beschäftigte er sich intensiv mit dem Bereich der Gesundheitsökonomik.

## Publikationen (Auswahl)
- Die Ausgaben in der gesetzlichen Krankenversicherung: eine empirische Analyse am Beispiel der Allgemeinen Ortskrankenkassen. Duncker und Humblot, Berlin 1991, ISBN 3-428-07055-0.
- Öffentliche Unternehmen: Einführung unter Berücksichtigung betriebswirtschaftlicher, volkswirtschaftlicher und rechtlicher Aspekte. Oldenbourg, München und Wien 1994, ISBN 3-486-23009-3.
- Kosten-Nutzen-Analyse. Oldenbourg, München und Wien 1994, ISBN 3-486-22847-1.
- Eine ökonomische Analyse ausgewählter institutioneller Arrangements zur Erfüllung öffentlicher Aufgaben. Nomos, Baden-Baden 1999, ISBN 3-7890-5792-4.
- Zur Ermittlung der Qualität von Bibliotheksdienstleistungen: Konzept und Ergebnisse einer 2003 durchgeführten Benutzerumfrage. Dinges und Frick, Wiesbaden 2004, ISBN 3-934997-09-0.
- Wirtschaftlichkeit im öffentlichen Sektor – Wirtschaftlichkeitsvergleiche und Wirtschaftlichkeitsuntersuchungen. De Gruyter-Oldenbourg, Berlin u. a. 2015, ISBN 978-3-11-034665-7.
- als Hrsg.: Öffentlich-Private Partnerschaften – Potentiale und Probleme. Nomos, Baden-Baden 2016, ISBN 978-3-8487-2762-9.

Außerdem ist Mühlenkamp Mitherausgeber der Zeitschrift für öffentliche und gemeinwirtschaftliche Unternehmen und gibt mit Hermann-Josef Blanke und Werner Jann die Schriftenreihe Neue Staatswissenschaften im Mohr Siebeck Verlag heraus.